# Kon-Tiki (zenekar)
A Kon-Tiki zenekar (1963–1966) – a legelső magyar beatzenekarok egyikeként – 1963 januárjában alakult.

## Alapító tagjai
- Bartha Lajos (dob),
- Haász Albert (zongora),
- Szabó Sándor (szaxofon),
- Romwalter Sándor (ritmusgitár),
- Bayer József (szólógitár).

## Története

### A kezdetek
Az ötletadó Bartha Lajos volt. Három hónappal később, a Bp. Építők SC belvárosi klubhelyiségében tartott első nyilvános fellépéskor azonban már Horváth Dezső volt a dobos. Az alapító tagoknak sportolóként is kapcsolatuk volt a klubbal :Haász kerékpárversenyző, Szabó és Romwalter pedig kajakos volt.
Bár az együttesnek ebben az időben nem volt basszus gitárosa, második ritmusgitárosként (hatodik tagként) Udvardy Gábor csatlakozott hozzájuk.
A zenekar egyre több helyen lépett fel, egyre ismertebb és népszerűbb lett –bár ez csak Budapestre korlátozódott. Különösen jót tett ismertségüknek, amikor az akkor több százezres példányszámban megjelenő hetilap, a Magyar Ifjúság, első oldalas, képes riportban számolt be az Egyetemi Színpadon tartott beatzenekari vetélkedőről, ahol a Kon-Tiki, a Metro és a Scampolo mögött, de az Echo együttes előtt, a harmadik helyen végzett.
Közben − ahogy az abban az időben a legtöbb hasonló „úttörőnél” (vagy inkább „ösvénytaposónál”) előfordult – különböző okok miatt gyakran cserélődtek a tagok. Romwaltert Kapolyi Zoltán váltotta, őt pedig – pár hónap után – Tőricht György, aki mindjárt az „első gitáros” szerepkörébe került. Majd Udvardy helyét Szeberényi Gábor foglalta el. Szabót behívták katonának, utódja Nikovits Ottó lett. Az utolsó tagcsere a zenekar történetének ebben az első szakaszában: Szeberényi Gábor helyére – immár basszusgitárral − a METRÓ zenekarból kikerült Maka Béla lépett, de 1964 végén, Tőrichtel együtt, az akkor alakuló Dogs-ba távozott. Ez sorsdöntő változást jelentett a zenekar életében.

## Egyesülés
Haász − aki a megalakulása óta a zenekar vezetője volt – radikális lépésre szánta el magát: megbeszélte Danyi Attilával, a velük közel egy időben alakult, de kevésbé ismert Blue Jeans vezetőjével, hogy összevonják a két zenekart. Emiatt alapító társától, Bayertől sajnos meg kellett válnia (a másik társulatnak a dobostól és az énekes Szervánszky Attilától) – de a többiek jól jártak, mivel a két zenekar kapcsolati tőkéje és lehetőségei összeadódtak. Ezen kívül a repertoár jelentős átalakulása is hasznára vált az új csapatnak. A Kon-Tiki addig főként instrumentális számokat (The Shadows, The Spotnicks, Duane Eddy, The Ventures, Hurricanes), továbbá szólisták (Elvis Presley, Jim Reeves, Fats Domino, Cliff Richard, Ricky Nelson stb.) közismert dalait játszotta. Most az új tagokkal (Imre Attila – szólógitár, Danyi Attila – ritmusgitár, Jeney Ferenc – basszusgitár) a többszólamú éneklésre helyeződött a hangsúly, (elsődlegesen a The Beatles, The Byrds, Manfred Mann, Peter & Gordon, Herman's Hermits, The Hollies, The Beach Boys, Everly Brothers, The Seekers, The Kingston Trio stb. számaival). Ifjúsági klubokban, ötórai teákon, iskolai bulikon, gyakran pedig vállalati rendezvényeken játszottak – mindenütt közmegelégedésre. Ekkor már Haásznak orgonája volt, ami sokat színesített a hangzáson. Mivel az új számokban a szaxofon már csak elvétve kellett, Nikovitsra pedig az ének szempontjából nem volt szükség, a társulat – némi sajnálkozással ugyan – 1965 közepén megvált tőle.
(Itt jegyzendő meg, hogy saját szerzeményük nem volt. Ilyesmivel csak 1966-67 táján kezdtek a magyar zenekarok próbálkozni. De ezt az időt a Kon-Tiki már nem érte meg.)

## Megszűnés
Ebben a felállásban ment is a dolog, de alig egy év után Imrét kötelező katonai szolgálatra hívták be. Utóda, Mercsényi Tamás fél évet sem bírt ki az együttessel, egy másik csapattal külföldre szerződött. Közben, 1965 végén Horváth bejelentette, hogy főiskolai tanulmányai miatt – szülei nyomására – felhagy a dobolással. Helyét Hodászy János foglalta el. Mercsényiét pedig újfent Tőricht, mivel, a Dogs eközben megszűnt. Alig töltött el azonban egy fél évet, meghallván, hogy egy – amúgy jó nevekből álló – alakuló együttes, a Meteor igényt tartana rá a szóló gitáros posztján, megint fogta a holmiját, és 1966 késő tavaszán távozott. Leendő utóda viszont nem készült fel megfelelően a szerep időbeni átvételére, így fellépéseket kellett lemondaniuk.
Danyinál ekkor betelt a pohár, közölte, hogy elege lett a kínlódásból, kilép a zenekarból. Haász így újra olyan helyzettel állt szembe, mint 1964 végén, de most a megoldásra már nem volt életképes ötlete, energiája. Közölte a még megmaradt társakkal, hogy tekintsék a zenekart megszűntnek.